# Toninho Horta
Antônio Maurício Horta de Melo (Belo Horizonte, 2 de diciembre de 1948) es un músico, cantante y compositor brasileño de jazz.

## Carrera
Además de componer su propia música, Horta trabajó durante varios años como arreglista para artistas como Elis Regina, Milton Nascimento, Maria Bethânia, João Bosco, Airto Moreira, Edu Lobo, Nana Caymmi, Flora Purim, Gal Costa, Sérgio Mendes, Chico Buarque, Flávio Venturini, Johnny Alf, Wagner Tiso, Francis Hime y Beto Guedes.
En 2020 obtuvo un Premio Grammy Latino por su álbum Belo Horizonte.

## Discografía

### Como solista
- Toninho Horta (EMI, 1980)
- Terra Dos Passaros (EMI, 1980)
- Diamond Land (Verve Forecast, 1988)
- Moonstone (PolyMedia, 1989)
- Once I Loved (Verve/Polygram, 1992)
- Durango Kid (Big World, 1993)
- Foot on the Road (Verve Forecast, 1994)
- Durango Kid 2 (Big World Music, 1995)
- Serenade (Truspace, 1997)
- From Ton to Tom (Videoarts, 1999)
- Com o Pe no Forro (Minas, 2004)
- Duets with Nicola Stilo (Adventure Music, 2005)
- Cape Horn (Porto das Canoas, 2007)
- Solo Ao Vivo (Minas, 2007)
- Harmonia e Vozes (Minas, 2010)